# Viverravus
Viverravus is een geslacht van uitgestorven roofdieren behorend tot de Viverravidae, een groep binnen de miaciden. Dit mangoestachtige zoogdier leefde tijdens het Laat-Paleoceen en Vroeg-Eoceen (60 tot 42 miljoen jaar geleden) in Noord-Amerika, West-Europa en Oost-Azië.

## Beschrijving
Het geslacht Viverravus verscheen in het Clarkforkian als meer gespecialiseerde, oftewel meer carnivore viverravide. De fossielen van V. acutus wijzen op seksueel dimorfisme. Viverravus was een klein roofdier met een gemiddeld gewicht van 250 gram, ongeveer zo groot als een hedendaagse langstaartwezel of dwergmangoest. De bouw van de beweeglijke schouder- en heupgewrichten wijzen er op dat Viverravus een goede klimmer was, hoewel het gezien de bouw van het enkelgewricht meer tijd doorbracht op de bosbodem dan de verwante miaciden. Met zijn formaat en leefwijze week Viverravus af van zijn verwante tijdgenoot Didymictis. Dit dier was een grote bodembewonende viverravide met een gemiddeld gewicht van vijf kilogram, ongeveer zo groot als een Aziatische civetkat. Viverravus overleefde tot het Uintan.

## Verspreiding
Fossielen van Viverravus zijn in Noord-Amerika gevonden in de Amerikaanse staten Colorado, Mississippi, Montana, Nevada, Utah en Wyoming, de Canadese staten Alberta, Northwest Territories en Saskatchewan, en het Mexicaanse Guanajuato. Vooral de vondsten in Margaret-formatie op Ellesmere in Northwest Territories zijn opmerkelijk, aangezien dit gebied tegenwoordig binnen de poolcirkel ligt. Toen Viverravus er leefde, lag het gebied echter meer naar het zuiden en had het een subtropisch klimaat. Ook fossielen van andere zoogdieren zoals Coryphodon en reptielen zijn in hetzelfde gebied als Viverravus gevonden.
Viverravus verspreidde zich in het Eoceen over de noordelijke continenten met fossiele vondsten buiten Noord-Amerika in Portugal, Mongolië en China.